# 마코 머메이드
《마코 머메이드》(영어: Mako: Island of Secrets)는 2013년부터 2016년 8월 28일까지 네트워크 텐에에서 방영한 판타지 드라마이다.